# الحيوانات شعب جميل (فلم)
الحيوانات شعب جميل (بالإنجليزية: Animals Are Beautiful People) هو فيلم وثائقي عن الطبيعة في جنوب إفريقيا، من كتابة وإنتاج وإخراج وتصوير وتحرير جيمي أويس سنة 1974، يُصوّر الفيلم الحياة البرية في جنوب إفريقيا، مع تقديم عناصر كوميدية. تم تصويره في صحراء ناميب وصحراء كالاهاري ونهر أوكافانغو ودلتا أوكافانغو. حصل على جائزة غولدن غلوب لأفضل فيلم وثائقي سنة 1974.

## وصف عام
يبدأ الفيلم في صحراء ناميب، حيث يقول الراوي: «كنت تعتقد أن لا أحد يستطيع أن يكسب رزقه هنا». لكن الفيلم يثبت العكس ويظهر حياة الحيوانات التي تعيش هناك.
يُظهر الثلث الثاني من الفيلم الحياة الغنية في نهر أوكافانغو ودلتا أوكافانغو، ويركز الثلث الأخير من الفيلم على الحياة في صحراء كالاهاري.

## الأنواع البارزة في الفيلم
تشمل هذه القائمة غير المكتملة جميع الأنواع المذكورة تقريبًا.
| - بابون - الرأس جاموس - حرباء - الفهد - شمبانزي - بطة - ثعبان يأكل البيض - فيل - جيكو | - جيمسبوك - زرافة - اذهب بعيد الطيور - غوريلا - رافعة متوجة رمادية - فرس نهر - غرير العسل - دليل العسل - طائر البوقير الأسود - ضبع - إمبالا | - جاكانا - الرفراف - كودو - أسد - مارابو ستورك - ميركات - النمس - مارية حيوان - نعامة | - البجع - النيص - وحيد القرن - سكرتير - برج العقرب - سايدويندر - سبرينغبوك - ستابيليا - كروان الحجر - تامبوتي | - توراكو - الخنزير - ويفر الطيور - الحيوانات البرية - الحمار الوحشي |

## روابط خارجية
- مقالات تستعمل روابط فنية بلا صلة مع ويكي بيانات